# Martin Gjurow
Martin Gjurow (bulgarisch Мартин Гюров; * 3. März 1975) ist ein  bulgarischer Eishockeyspieler, der seit 2015 beim SK Irbis-Skate in der bulgarischen Eishockeyliga spielte.

## Karriere
Martin Gjurow spielte zunächst für den HK Lewski Sofia in der bulgarischen Eishockeyliga. 2009 wechselte er zum Lokalrivalen HK Slawia Sofia, mit dem er 2010, 2011 und 2012 bulgarischer Landesmeister wurde und 2010 und 2011 auch den nationalen Pokalwettbewerb gewann. Seit 2015 spielt er beim SK Irbis-Skate, mit dem er 2016 und 2017 erneut bulgarischer Meister wurde.

### International
Gjurow nahm mit der bulgarischen Nationalmannschaft an den Qualifikationen für die Olympischen Winterspiele in Turin 2006 und in Vancouver 2010 teil. Bei der Qualifikation für die Spiele 2010 schied er mit seiner Mannschaft trotz Punktgleichheit mit Gruppensieger Spanien aufgrund des verlorenen direkten Vergleichs (2:6) bereits in der Vorqualifikation aus.
Außerdem nahm er an den Weltmeisterschaften der Division II 2008, 2009, 2010, 2011, 2012 und 2013, als er seine Farben als Mannschaftskapitän auf das Eis führte, teil. Bei den Weltmeisterschaften 2017 und 2018 spielte er in der Division III.

## Erfolge und Auszeichnungen
- 2010 Bulgarischer Meister und Pokalsieger mit dem HK Slawia Sofia
- 2011 Bulgarischer Meister und Pokalsieger mit dem HK Slawia Sofia
- 2012 Bulgarischer Meister mit dem HK Slawia Sofia
- 2016 Bulgarischer Meister mit dem SK Irbis-Skate
- 2017 Bulgarischer Meister mit dem SK Irbis-Skate